# Кевин Пангос
Кевин Џозеф Пангос (енгл. Kevin Joseph Pangos; Онтарио, 26. јануар 1993) канадско-словеначки је кошаркаш. Игра на позицијама плејмејкера и бека.

## Каријера
Пангос је студирао и играо кошарку на Универзитету Гонзага од 2011. до 2015. године. Није изабран на НБА драфту 2015. године. У јулу 2015. године потписао је уговор са Гран Канаријом. Са њима је провео једну сезону у којој је са екипом стигао до полуфинала Еврокупа. Уврштен је у другу идеалну поставу Еврокупа за сезону 2015/16. У јулу 2016. године потписао је уговор са Жалгирисом. Са њима је провео наредне две сезоне у којима је освојио два национална првенства и два Купа краља Миндовга. Такође је у сезони 2017/18. уврштен у другу идеалну поставу Евролиге. У јулу 2018. године потписао је уговор са Барселоном. У Барселони је провео наредне две сезоне током којих је освојио један Куп Шпаније. У сезони 2020/21. био је играч Зенита из Санкт Петербурга.

## Успеси

### Клупски
- Жалгирис:
  - Првенство Литваније (2): 2016/17, 2017/18.
  - Куп краља Миндовга (2): 2016, 2017.
- Барселона:
  - Куп Шпаније (1): 2019.
- Олимпија Милано:
  - Првенсво Италије (1): 2022/23.

### Појединачни
- Идеални тим Евролиге — прва постава (1): 2020/21.
- Идеални тим Евролиге — друга постава (1): 2017/18.
- Идеални тим Еврокупа — друга постава (1): 2015/16.